# Egyszer egy királyfi
Az Egyszer egy királyfi kezdetű meseszerű balladát Bartók Béla  gyűjtötte Újszászon 1918-ban. A versszakok első felét a szereplők éneklik (királyfi, gazdag bíró lánya, kosárkötő lánya, narrátor), a kar pedig felel hihihi, hahaha kezdettel.

## Kotta és dallam
Egyszer egy királyfi mit gondolt magában, hihihi, hahaha,  mit gondolt magában.

Fel kéne öltözni kocsisi ruhába, hihihi, …

Meg kéne kéretni gazdag bíró lányát, hihihi, …

Jó estét, jó estét, gazdag bíró lánya, hihihi, …

Jó estét, jó estét, szegény kocsislegény, hihihi, …

Kerüljön a házba, üljön a lócára, hihihi, …

De nem azért jöttem, hogy én itt leüljek, hihihi, …

Hanem azért jöttem, hozzám jössz-e vagy sem? Hihihi, …

Nem megyek, nem megyek, szegény kocsislegény, hihihi, …

Van a szomszédunkban kosárkötő lánya, hihihi, …

Jó estét, jó estét, kosárkötő lánya! Hihihi, …

Jó estét, jó estét, szegény kocsislegény! Hihihi, …

Üljön le minálunk hófehér padkára, hihihi, …

De nem azért jöttem, hogy én itt leüljek, hihihi, …

hanem azért jöttem, hozzám jössz-e vagy sem? Hihihi, …

Elmegyek, elmegyek, szegény kocsislegény. hihihi, …

Egyszer egy királyfi mit gondolt magába? Hihihi, …

Fel kéne öltözni királyi ruhába, hihihi, …

Meg kéne kéretni gazdag bíró lányát, hihihi, …

Jó estét, jó estét, gazdag bíró lánya, hihihi, …

Jó estét, jó estét, király őfelsége, hihihi, …

Üljön le minálunk zöldselyem diványra, hihihi, …

De nem azért jöttem, hogy én itt leüljek, hihihi, …

hanem azért jöttem, hozzám jössz-e vagy sem? Hihihi, …

Elmegyek, elmegyek, király őfelsége! hihihi, …

Nem kellesz, nem kellesz, gazdag bíró lánya, hihihi, …

Van már nékem egy más, kosárkötő lánya! Hihihi, …

Jó estét, jó estét, kosárkötő lánya! Hihihi, …

Jó estét, jó estét, király őfelsége! Hihihi, …

Kerüljön a házba, üljön a lócára, hihihi, …

De nem azért jöttem, hogy én itt leüljek, hihihi, …

hanem azért jöttem, hozzám jössz-e vagy sem? Hihihi, …

Nem megyek, nem megyek király őfelsége, hihihi, …

Van még nékem egy más, szegény kocsislegény, hihihi, …

Én vagyok az nem más; csókoljuk meg egymást, hihihi, …

Változat: 1) 

## Felvételek
- Egyszer egy királyfi. Csóka Anita  YouTube (2015. március 19.)  (Hozzáférés: 2016. augusztus 31.) (audió) ének
- Egyszer egy királyfi... Szabó Gyula  YouTube (2009. augusztus 22.)  (Hozzáférés: 2016. augusztus 31.) (audió)
- Egyszer egy királyfi. Ghymes együttes  YouTube (2016. február 2.)  (Hozzáférés: 2016. augusztus 31.) (audió, képsorozat)
- Egyszer egy királyfi. Kecskeméti Kodály Zoltán Ének-Zenei Általános Iskola 1.b osztály, kísér a Csörömpölők együttes  YouTube (2016. február 4.)  (Hozzáférés: 2016. augusztus 31.) (videó) 2:15-től.
- Egyszer egy királyfi. Mikó István, Balázs Radványi, Eszményi Viktória, Péterdi Péter  YouTube (1990. június 28.)  (Hozzáférés: 2016. augusztus 31.) (audió)
- Zongoraiskola 1 / 11. gyakorlat (Egyszer egy királyfi...). Juhász Balázs  YouTube (2014. augusztus 1.)  (Hozzáférés: 2016. augusztus 31.) (videó)
- Egyszer egy királyfi. YouTube (2015. január 27.)  (Hozzáférés: 2016. augusztus 31.) (videó) 1:18-tól. zenekar